# Kitseguecla River
Der Kitseguecla River ist ein etwa 32 km langer orographisch linker Nebenfluss des Skeena River im Nordwesten der kanadischen Provinz British Columbia.

## Flusslauf
Der Kitseguecla River bildet den Abfluss des Kitseguecla Lake, einem kleinen Bergsee in den Hazelton Mountains, 30 km nordwestlich von Smithers. Von dort fließt er in überwiegend nordwestlicher Richtung. 14 km oberhalb der Mündung trifft der Kitsuns Creek von links auf den Kitseguecla River. Dieser mündet schließlich bei der Siedlung Kitseguecla, 20 km südsüdwestlich von Hazelton, in den Skeena River. Der British Columbia Highway 16 (Yellowhead Highway) überquert den Kitseguecla River unmittelbar oberhalb dessen Mündung.
Das Einzugsgebiet des Kitseguecla River umfasst 728 km². Der mittlere Abfluss beträgt 15,3 m³/s. Die Monate Mai, Juni und Juli sind die abflussreichsten.